# Semmítőszék
A semmítőszék (cour de cassation) az a legfőbb bíróság, amely nem a peres ügy érdemében határoz, hanem abban az esetben, ha a megtámadott határozatot az eljárás során elkövetett törvénysértés miatt megsemmisíti, új eljárást rendel el.
A semmítőszék számos jogrendszerben a jogértelmezés „legfelsőbb bírósága”. Míg a legfelsőbb bíróság jogi és ténybeli kérdéseket vizsgálhat felül, a semmítőszék csak az ítélet jogszerűségéről dönt; nem a peres ügy érdemében határpz. 
Egyes országokban, például Egyiptomban azonban a semmítő bíróság jogerősen megváltoztathatja az elégtelen bizonyítékokon alapuló ítéletet. A semmítőbíróságokat a jogalkalmazás egységességének megőrzése érdekében fejlesztették ki, és egyesek útmutatást adhatnak az alsóbb fokú bíróságok számára új vagy összetett jogi kérdésekben, ahogy ez Franciaországban történik. 

## Magyarországon
Magyarországon az 1868. évi LIV. törvénycikk szerint a Magyar Királyi Kúria egyik osztálya az érdemleges kérdésekben mint harmadfolyamodású ítélőszék, egy külön osztálya pedig semmisségi esetekben mint semmítőszék járt el. Ez a harmadbírósági eljárásból felmerült semmisségi panaszok felett az elnökön kívül legalább 10 szavazó tagból álló tanácsban határozott. A semmítőszéki osztályt az 1881. évi LIX. törvénycikk megszüntette és elrendelte, hogy a legfőbb bírói hatóságot a Magyar Királyi Kúria gyakorolja.